# Lech Różański
Lech Bronisław Różański (ur. 30 września 1938 w Poznaniu) – polski farmaceuta, działacz opozycji antykomunistycznej i urzędnik państwowy, doktor nauk chemicznych, w latach 2005–2006 podsekretarz stanu w Ministerstwie Rolnictwa i Rozwoju Wsi.

## Życiorys
W 1960 ukończył studia na Akademii Medycznej w Poznaniu. W 1972 obronił doktorat z zakresu chemii analitycznej. Odbył staże zagraniczne i opublikował około 30 prac naukowych.
W latach 1972–1992 był pracownikiem Instytutu Ochrony Roślin w Poznaniu. W 1980 został przewodniczącym Komitetu Założycielskiego i wiceprzewodniczącym Komisji Zakładowej NSZZ „Solidarność” w IOR. W lipcu 1981 był delegatem na I Wojewódzkie Zgromadzenie Delegatów w Wielkopolsce i na I Krajowy Zjazd Delegatów. Po wprowadzeniu stanu wojennego współorganizował podziemne struktury „Solidarności”. Aresztowany wraz z grupą działaczy 28 grudnia 1982, zwolniony w styczniu 1983. W 1989 był członkiem Komitetu Obywatelskiego „Solidarność” w województwie poznańskim, w latach 1991–1992 należał do Porozumienia Centrum.
Od 1989 do 1991 należał do rady nadzorczej Spółdzielni Mieszkaniowej „Osiedle Młodych” w Poznaniu, od 1991 do 1992 był jej prezesem. Przewodniczył społecznej komisji mieszkaniowej, a także radzie osiedla w latach 1998–1999 oraz radzie rodziców w VIII Liceum Ogólnokształcącym im. Adama Mickiewicza w Poznaniu. W latach 90. był inicjatorem powstawania rad rodziców w poznańskich szkołach. W 1995 został członkiem Poznańskiego Towarzystwa Przyjaciół Nauk. Od 1999 do 2002 pracował jako Wojewódzki Inspektor Ochrony Roślin i Nasiennictwa w Poznaniu, następnie do 2005 był tam głównym specjalistą.
3 listopada 2005 powołany na stanowisko podsekretarza stanu w Ministerstwie Rolnictwa i Rozwoju Wsi, odpowiedzialnego za bezpieczeństwo żywności oraz służby weterynaryjne i roślinne. Podał się do dymisji w związku z epidemią ptasiej grypy i reakcją prasy na jego negatywne wypowiedzi dotyczące upraw GMO. Przyjęto ją 1 marca 2006. Później znalazł się w Społecznym Komitecie Budowy Pomnika Lecha Kaczyńskiego.
Żonaty, ma troje dzieci.